# Ammersattel
Der Ammersattel ist ein 1115 m hoher Gebirgspass in den Ammergauer Alpen in Tirol.

## Lage
Der Ammersattel liegt im österreichischen Ammerwald etwa 250 m südlich der deutschen Grenze und rund einen Kilometer westlich von der Stelle, an der die Straße in 1083 m ü. NHN Höhe den Fischbach im Zuge der Staatsgrenze überquert.
Die Passstraße verläuft zwischen der Hochplatte (2082 m) im Nordwesten und dem Scheinbergspitz (1929 m) im Norden sowie dem Kreuzspitz (2185 m) im Südosten und den Geierköpfen (bis 2161 m) im Südwesten, wovon die drei zuerst genannten Berge in Deutschland aufragen.

## Geschichte
Die Straße über den Ammersattel wurde im 19. Jahrhundert unter König Maximilian II. von Bayern erbaut und 1852 eingeweiht. An den Bau der Straße erinnert ein Denkmal in der Ortschaft Plansee, das dort 1872 errichtet wurde.

## Verkehr

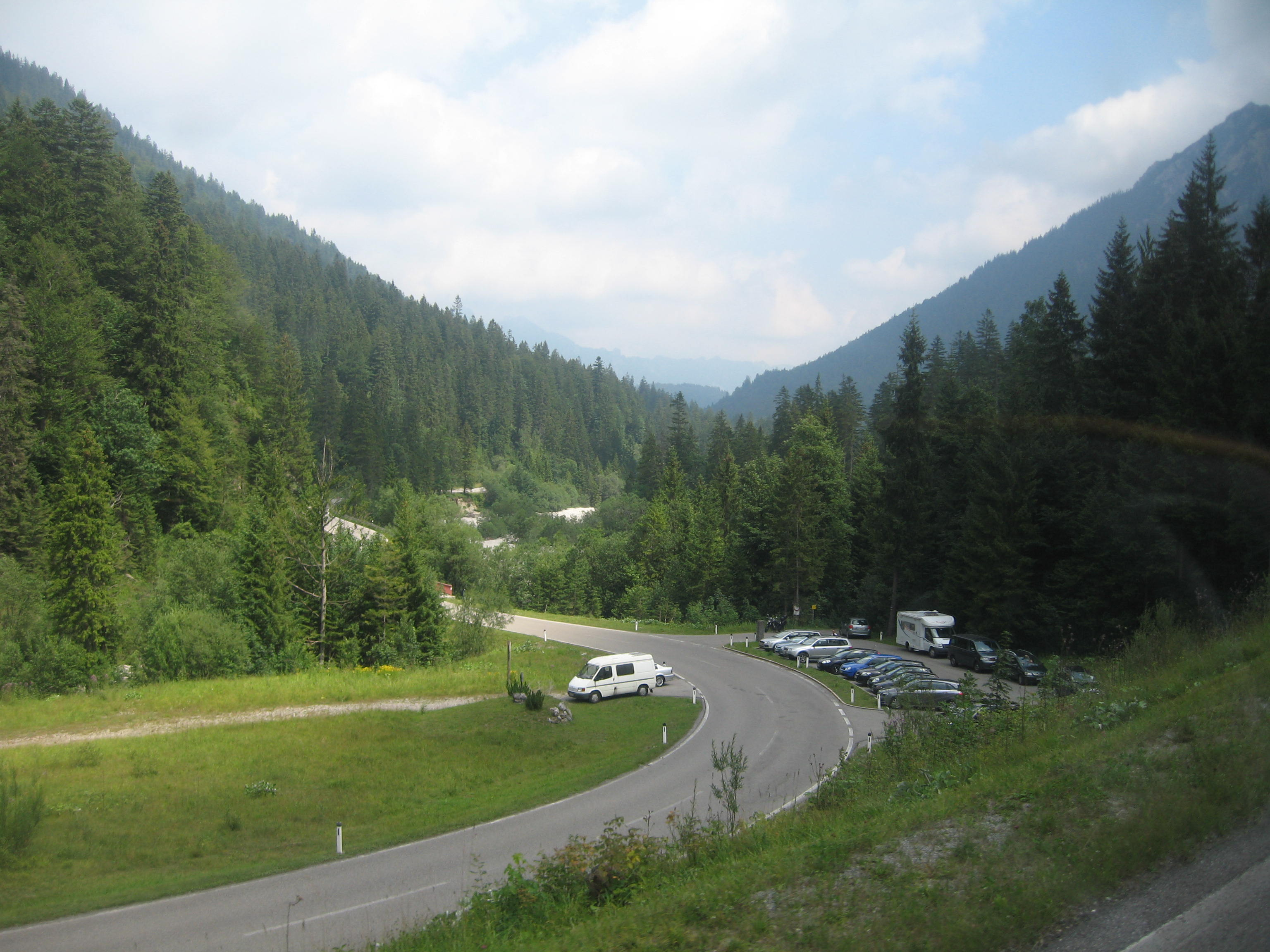
Parkplatz ein Kilometer östlich des Ammersattels

Die über den Ammersattel führende Straße (in Deutschland: Bayerische Staatsstraße 2060; in Österreich: L 255 Planseestraße) verbindet Ettal bei Oberammergau (im Landkreis Garmisch-Partenkirchen) und Reutte in Tirol (im Bezirk Reutte). 
Die Wegstrecke zwischen den beiden Grenzorten beträgt 35 km, an der steilsten Stelle hat die Passstraße bis zu 12 % Steigung. Die zumeist kurvenarme Nebenstraße, die an der Passhöhe etwas kurviger ist, zweigt in Deutschland bei Ettal von der B 23 und in Österreich bei Reutte von der Fernpass-Straße (B179) ab. Sie führt von Nordosten durch das Graswangtal entlang der Linder, den hier teils im durchlässigen, kalkigen Untergrund versickert verlaufenden Oberlauf der Ammer, über Graswang und vorbei am Schloss Linderhof hinauf zur Passhöhe. Auf der österreichischen Seite führt sie über Plansee durch das Tal des Plansees hinab nach Reutte. Somit verbindet der Ammersattel das Ammertal bzw. das östlich von Ettal gelegene Loisachtal mit dem Lechtal.